# Фарук Шараа
Фару́к Ша́раа (араб. فاروق الشرع‎, 10 грудня 1938, Сирія) — сирійський дипломат і політик, пов'язаний з партією Баас. Міністр закордонних справ Сирії (1984—2006). Віце-президент Сирії (з 2006).

## Життєпис
Він походить із сунітської родини. Закінчив англійську філологію в Дамаському університеті в 60-х роках, після чого поїхав до Лондонського університету вивчати міжнародне право, де отримав ступінь магістра мистецтв.
Після закінчення навчання працював менеджером в сирійських державних авіакомпаніях. У 1976 році він став послом Сирії в Італії і пробув на цій посаді чотири роки. У 1980 році він став заступником міністра закордонних справ, яким він залишався до 1984 року, також деякий час виконувач обов'язків міністра інформації. У 1984 році президент Хафез аль-Асад призначив його міністром закордонних справ. Шараа керував сирійською дипломатією до лютого 2006 року, залишаючись на посаді також після смерті Аль-Асада та встановлення режиму його сина Башара. На початку 90-х Шараа провів таємні сирійсько-ізраїльські переговори. Він публічно вимагав, щоб Ізраїль повернув Голанські висоти, заявивши, що будь-який компроміс щодо їх належності до Сирії не буде можливим. Він неодноразово критикував американську політику на Близькому Сході.
Фарук Шараа користувався значною незалежністю в сирійській системі влади і повагою в частині апарату партії Бааса. Як фахівець із зовнішньої політики, він зміг приймати самостійні рішення в цій галузі, навіть всупереч думкам Башара Асада. Бувало, що в публічних виступах він змінював позицію Сирії у закордонних справах, висловлену раніше президентом, або виправляв свої заяви
Вплив Шараа значно знизився у лютому 2006 року, коли Башар Асад перемістив його на офіційно вищий, але на практиці меншу за повноваженнями посаду віце-президента, і призначив Валіда аль-Муаліма новим міністром закордонних справ. На посаді віце-президента Шараа замінив впливового Абд аль-Халіма Чаддама, що було однією з найважливіших кадрових змін, запроваджених новим сирійським президентом. Колишній міністр закордонних справ все ще представляв Сирію під час закордонних поїздок.
Після спалаху протестів проти авторитарної влади в Сирії в березні 2011 року, під час Арабської весни, його призначили головою комітету національного діалогу. Він публічно закликав до демократизації сирійського режиму, хоча також критикував антиурядові демонстрації. Він був єдиним високопоставленим сирійським державним активістом, який запропонував компроміс між опозицією та урядом аль-Асада.
31 березня 1992 року разом з Анатолієм Зленком підписав угоду про встановлення дипломатичних відносин між Україною та Сирією.
В розпалі сирійського конфлікту з'явилася новина про загибель Шараа під час бомбардувань поблизу сирійсько-Йорданського кордону під час втечі з країни, утримання його під домашнім арештом або про перехід на бік Вільної армії Сирії. Цю інформацію спростував сам політик, який заявив, що ніколи не мав наміру залишати Сирію.